# Balón de Oro 1968

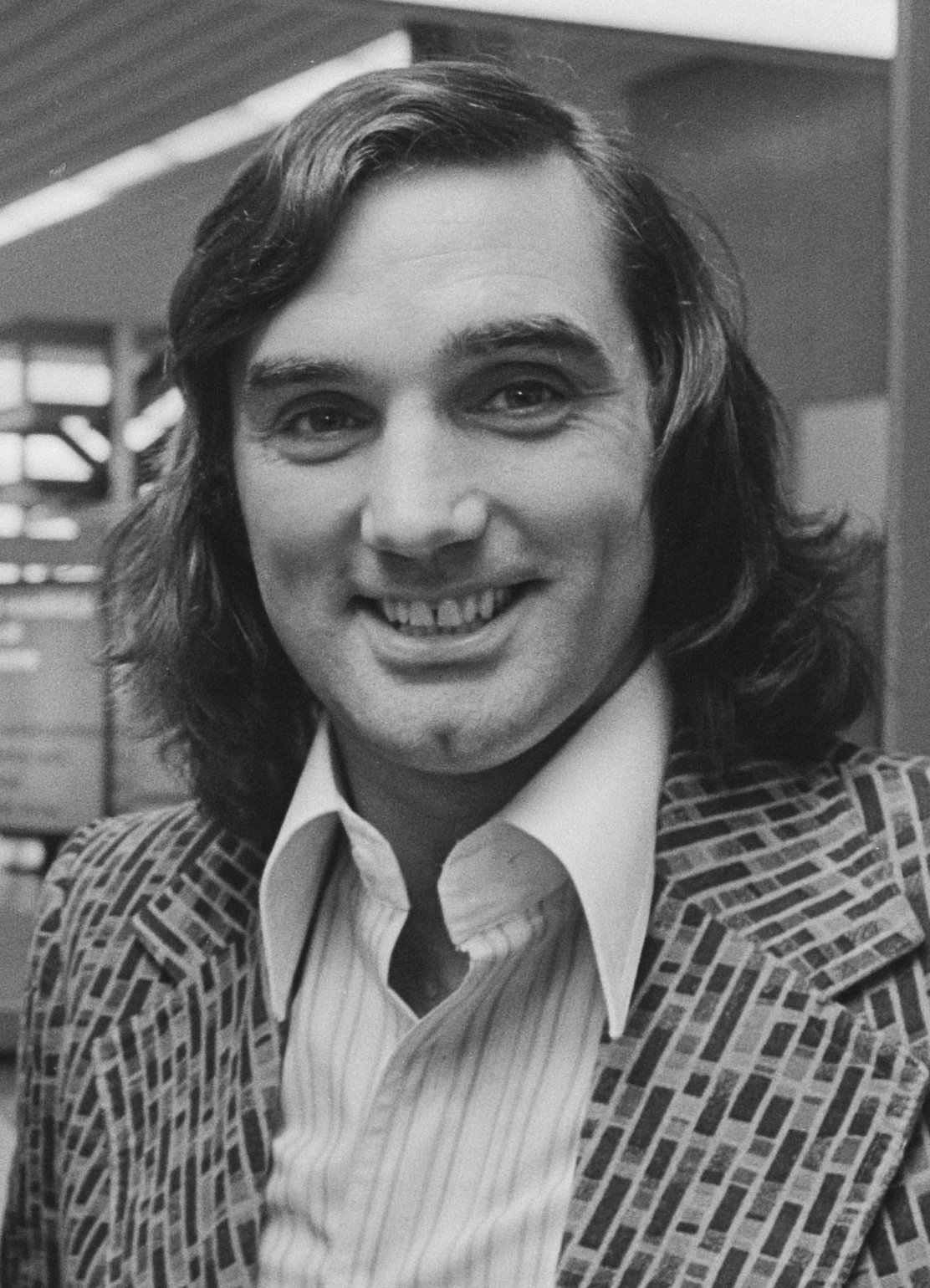
Retrato de George Best en 1976.

La edición de 1968 del Balón de Oro, 13.ª edición del premio de fútbol creado por la revista francesa France Football, fue ganada por el norirlandés George Best (Manchester United).
El jurado estuvo compuesto por 25 periodistas especializados, de cada una de las siguientes asociaciones miembros de la UEFA: Alemania Occidental, Alemania Oriental, Austria, Bélgica, Bulgaria, Checoslovaquia, Dinamarca, España, Francia, Grecia, Hungría, Inglaterra, Irlanda, Italia, Luxemburgo, Noruega, Países Bajos, Polonia, Portugal, Rumanía, Suecia, Suiza, Turquía, Unión Soviética y Yugoslavia.
El resultado de la votación fue publicado en el número 1186 de France Football, el 24 de diciembre de 1968.

## Sistema de votación
Cada uno de los miembros del jurado elige a los que a su juicio son los cinco mejores futbolistas europeos. El jugador elegido en primer lugar recibe cinco puntos, el elegido en segundo lugar cuatro puntos y así sucesivamente.
De esta forma, se repartieron 375 puntos, siendo 125 el máximo número de puntos que podía obtener cada jugador (en caso de que los 25 miembros del jurado le asignaran cinco puntos).

## Clasificación final
| Puesto | Jugador            | Equipo                 | Votos | Votos | Votos | Votos | Votos | Votos | Puntos |
| Puesto | Jugador            | Equipo                 | 1.º   | 2.º   | 3.º   | 4.º   | 5.º   | Total | Puntos |
| ------ | ------------------ | ---------------------- | ----- | ----- | ----- | ----- | ----- | ----- | ------ |
| 1.º    | George Best        | Manchester United      | 7     | 3     | 4     | 1     |       | 15    | 61     |
| 2.º    | Bobby Charlton     | Manchester United      | 5     | 3     | 4     | 2     |       | 14    | 53     |
| 3.º    | Dragan Džajić      | Estrella Roja Belgrado | 4     | 2     | 3     | 3     | 3     | 15    | 46     |
| 4.º    | Franz Beckenbauer  | Bayern Munich          | 3     | 3     | 2     | 1     | 1     | 10    | 36     |
| 5.º    | Giacinto Facchetti | Inter de Milán         | 2     | 4     |       | 1     | 2     | 9     | 30     |
| 6.º    | Luigi Riva         | Cagliari               | 1     | 2     | 1     | 2     | 2     | 8     | 22     |
| 7.º    | Amancio            | Real Madrid            | 1     | 1     | 3     | 1     | 1     | 7     | 21     |
| 8.º    | Eusébio            | Benfica                |       | 2     | 1     | 2     |       | 5     | 15     |
| 9.º    | Gianni Rivera      | Milan                  | 1     | 2     |       |       |       | 3     | 13     |
| 10.º   | Jimmy Greaves      | Tottenham Hotspur      | 1     |       | 1     |       |       | 2     | 8      |
|        | Pirri              | Real Madrid            |       |       | 2     | 1     |       | 3     | 8      |
| 12.º   | Willi Schulz       | Hamburgo               |       | 1     |       | 1     | 1     | 3     | 7      |
|        | Antal Dunai        | Újpest Dózsa           |       |       | 1     | 2     |       | 3     | 7      |
| 14.º   | Georgi Asparuhov   | Levski Sofía           |       | 1     |       |       | 2     | 3     | 6      |
|        | Albert Šesternëv   | CSKA Moscú             |       |       | 1     | 1     | 1     | 3     | 6      |
| 16.º   | Ove Kindvall       | Feyenoord              |       |       |       | 2     | 1     | 3     | 5      |
| 17.º   | Lajos Szűcs        | Ferencváros            |       | 1     |       |       |       | 1     | 4      |
|        | Sandro Mazzola     | Inter de Milán         |       |       | 1     |       | 1     | 2     | 4      |
|        | Flórián Albert     | Ferencváros            |       |       |       | 2     |       | 2     | 4      |
| 20.º   | Gerd Müller        | Bayern Munich          |       |       | 1     |       |       | 1     | 3      |
|        | Johan Cruyff       | Ajax                   |       |       |       | 1     | 1     | 2     | 3      |
| 22º    | Jacky Charlton     | Leeds                  |       |       |       | 1     |       | 1     | 2      |
|        | Bobby Moore        | West Ham United        |       |       |       | 1     |       | 1     | 2      |
| 24º    | Alan Ball          | Everton                |       |       |       |       | 1     | 1     | 1      |
|        | Ferenc Bene        | Újpest Dózsa           |       |       |       |       | 1     | 1     | 1      |
|        | Angelo Domenghini  | Inter de Milán         |       |       |       |       | 1     | 1     | 1      |
|        | Mirsad Fazlagić    | Sarajevo               |       |       |       |       | 1     | 1     | 1      |
|        | Tommy Gemmell      | Celtic Glasgow         |       |       |       |       | 1     | 1     | 1      |
|        | Jimmy Johnstone    | Celtic Glasgow         |       |       |       |       | 1     | 1     | 1      |
|        | Murtaz Khurtsilava | Dinamo Tbilisi         |       |       |       |       | 1     | 1     | 1      |
|        | Ivica Osim         | Željezničar            |       |       |       |       | 1     | 1     | 1      |
|        | Louis Pilot        | Standard Lieja         |       |       |       |       | 1     | 1     | 1      |

## Curiosidades
- George Best se convierte en el primer jugador norirlandés en ganar el Balón de Oro.